# ゴルトツィーエル・イグナーツ

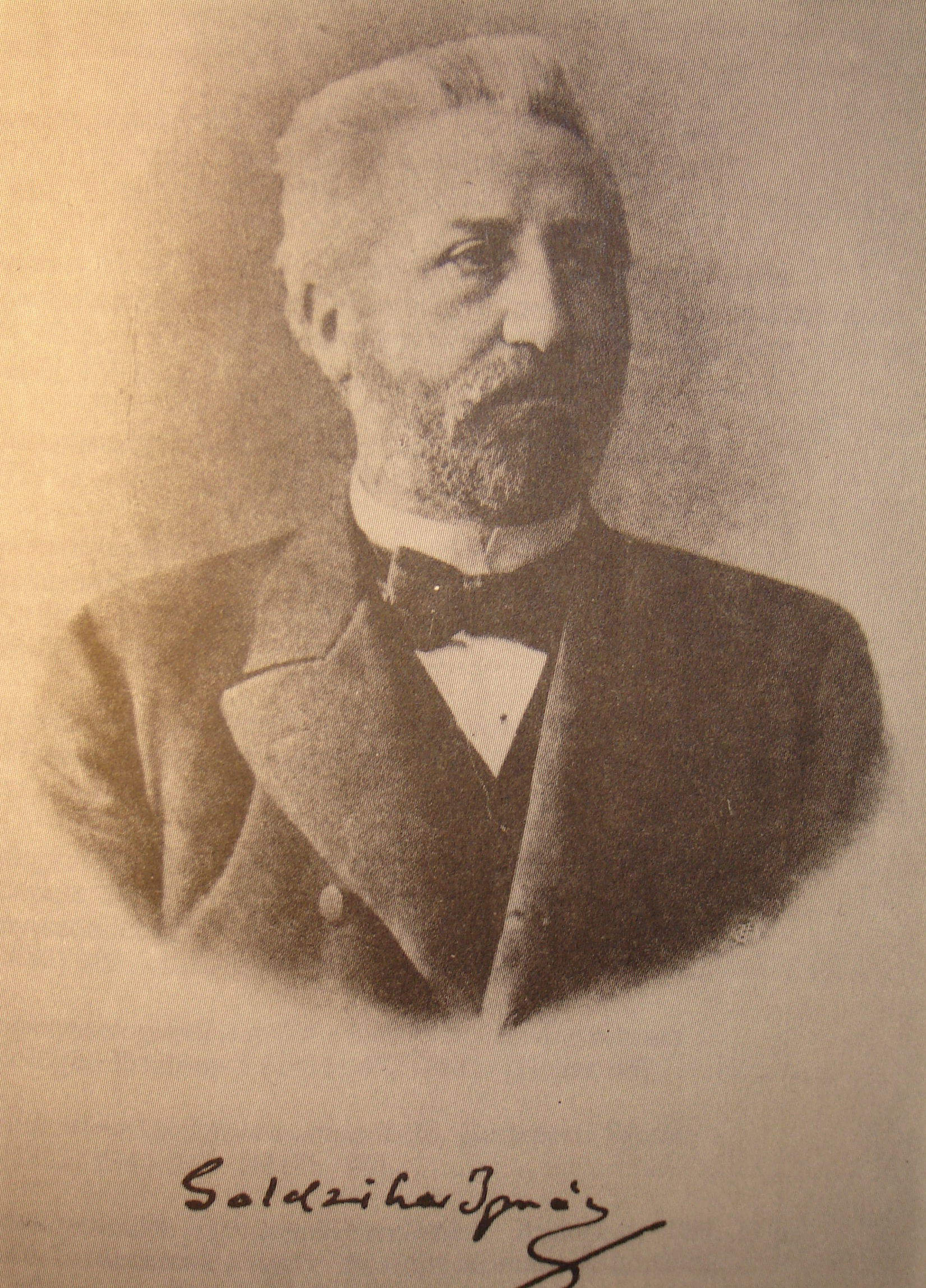
ゴルトツィーエル・イグナーツ

ゴルトツィーエル・イグナーツ（Goldziher Ignác(cz), Ignaz Goldziher, 1850年6月22日 - 1921年）はハンガリー出身のイスラム学・東洋学者。ユダヤ系。

## 略歴
セゲドの出身。エトヴェシュ・ヨージェフ男爵の支援のもと、エトヴェシュ・ロラーンド大学、ベルリン大学、ライプツィヒ大学、ライデン大学で学ぶ。1872年以降、エトヴェシュ・ロラーンド大学でプリヴァートドツェントとなり、イスラム学を教授、1873年から74年まで近東に滞在し、また1894年からアラビア語教授となる。ドイツ語により、多数の著作物を刊行した。
イスラム法学、イスラム神学、ハディース（ハディースはユダヤ教文学からユダヤ系ムスリムが取り入れたもの）、文学などにおいて博学であり、深い探求を行った。

## 著作
- Beiträge zur Geschichte der Sprachgelehrsamkeit bei den Arabern （ウィーン、1871年-1873年）
- Beiträge zur Literaturgeschichte der Shi'a （1874年）
- Der Mythos bei den Hebräern und seine geschichtliche Entwickelung （ライプツィヒ、1876年; 英語訳：R. Martineau, London, 1877年）
- 「ザーヒル派、その内容と歴史」 （1884年）：ザーヒル派は今日消滅した一派
- Muhammedanische Studien 「イスラム研究」二巻 （ハレ、1889年、1890年）
- Abhandlungen zur arabischen Philologie 「アラビア言語学論集」二巻 （レイデ、1896年、1899年）
- Buch v. Wesen d. Seele （ed. 1907年）
- Vorlesungen über den Islam 「イスラム講義」 （1910年）
- Die Richtungen der islamischen Koranauslesung （1920年）